# 深町健二郎
深町 健二郎（ふかまち けんじろう、1961年12月22日 - ）は、日本のイベントプロデューサー、ローカルタレント。日本経済大学経営学部経営学科教授。福岡県出身。福岡県在住。

## 来歴
福岡市出身。福岡市立福岡西陵高等学校、駒澤大学卒業。
幼少期にビートルズの音楽に出会い、ミュージシャンを志す。学生時代は同じ福岡出身の陣内孝則のバンド「ザ・ロッカーズ」と親交を深める。そのロッカーズ解散後同ギタリスト谷信雄と共に「ネルソープ」を結成し活動。解散後に帰福し福岡市中央区天神の商業施設「ソラリアプラザ」のイベントプロデューサーに抜擢された。
1989年10月、九州朝日放送(KBC)のテレビ番組「ドォーモ」のコメンテーターに就任。当初は番組の立ち上がりに際して、ブレーンとして関わる予定だったが、出演者として番組に関わる。以来、1999年3月まで番組の顔として活躍。メイン司会者の川上鴻一郎、村仲皆美（当時：村仲ともみ）らとともに、福岡の深夜テレビ番組の顔として親しまれる。またミュージシャン「ジ・アコースティックス」としても活動、シングル曲「Round Go Round」は同番組のエンディングテーマとしても使われた。
その後、福岡市早良区のコミュニティFM放送局・FM MiMiに出演する一方、KBCテレビの日中の情報番組にもコメンテーターとして出演。2001年8月、企画制作会社「フリースタイル」を設立、地元福岡を盛り上げる企画プロデュースを手掛ける。2003年には福岡を舞台にした映画「ROCKERS」のコーディネーターを務め、出演もするなど、長年、福岡に根を下ろしたイベント、放送、音楽活動を続けている。2013年1月から14年ぶりにドォーモ・「木曜ドォーモ」のゲストレギュラーとして出演している。
2014年から福岡ミュージックマンス総合プロデューサー。
2017年4月、日本経済大学経営学部経営学科芸能マネジメントコース教授に就任。

## 人物
- 山羊座。
- 2歳上の兄がいる[7]。
- 陣内孝則を尊敬している。学生時代に、ロッカーズのボーカルだった頃の陣内孝則と食事をした際に、まだ売れてなく生活が苦しかった事を全く表面にも出さず、食事代全てを支払ってくれたのを見て、絶対にこの人は裏切れないと思ったとの事を新伍＆紳助のあぶない話に出演した際に語っている。

## 出演

### 現在
テレビ
- アサデス。（九州朝日放送）

ラジオ
- Got Many Tunes（RKB毎日放送）
- 深町健二郎のオトマチアソビ（ラブエフエム国際放送、木曜21:00 - 21:30）

### 過去
テレビ
- ドォーモ（九州朝日放送） - 「木曜ドォーモ」のゲストレギュラー
- 情報回遊TV うるとらマンボウ
- 水と緑の物語
- 夜はスッポン

ともにKBCテレビ
- 新伍＆紳助のあぶない話(関西テレビ)陣内孝則がゲストの際に『BAKUDANTIME』のコーナーに元ロッカーズの谷信雄とスマイリー原島(原島宏和)と共に出演(1994年11月27日放送分)
- 気ままにLB（九州朝日放送）
- 九州沖縄スペシャル『トンコツTV』（NHK福岡放送局）

ラジオ
- マチケンのO･TO･TA･BI（RKBラジオ）
- マチケンマリコのハミングバーズ（RKBラジオ）
- オトナビゲーション（RKBラジオ）月曜・水曜レギュラー[8]
- 東山彰良 イッツ・オンリー・ロックンロール（RKBラジオ、2025年4月14日）- ゲスト
- ＃さえのわっふる （RKBラジオ、2025年4月24日）- ゲスト

### 映画
- ROCKERS

### CM
- 福岡県医師会
- JAバンク福岡
- きもの蝶屋
- AOKI